# Pętkowice (gmina)
Pętkowice (1940-1944 Skarbka; od 1973 Bałtów) – dawna gmina wiejska istniejąca do 1954 roku w woj. kieleckim. Nazwa gminy pochodzi od wsi Pętkowice, lecz siedzibą władz gminy była Skarbka Górna. 
W okresie międzywojennym gmina Pętkowice należała do powiatu iłżeckiego w woj. kieleckim.
Podczas II wojny światowej zniesiona i przekształcona głównie w gminę Skarbka; jedynie Wygodę włączono do gminy Sienno i Potoczek do gminy Tarłów.
Po wojnie gmina zachowała przynależność administracyjną. Według stanu z dnia 1 lipca 1952 roku gmina składała się z 13 gromad: Aleksandrów, Bałtów, Borcuchy, Dąbrowa, Michałów, Okół, Osówka, Pętkowice, Potoczek, Skarbka, Wólka Bałtowska, Wólka Pętkowska i Wygoda.
Jednostka została zniesiona 29 września 1954 roku wraz z reformą wprowadzającą gromady w miejsce gmin. Po reaktywowaniu gmin z dniem 1 stycznia 1973 roku gminy Pętkowice nie przywrócono, utworzono natomiast jej terytorialny odpowiednik, gminę Bałtów w powiecie lipskim w tymże województwie.